# Stereopony to mósimaszu: Miszeinen-hen
A Stereopony to Mousimaszu: Miszeinen-hen (STEREOPONYと申します～未成年編～) a Stereopony japán együttes első válogatásalbuma, videóklip gyűjteménye, amely 2012. január 25-én jelent meg a Sony gondozásában. A kiadvány a zenekar hat videóklipjét és azok „hogyan készült” videóit tartalmazza. A lemez az Oricon összesített DVD listáján a száz-negyvenkilencedik helyezést érte el.

## Számlista
1. Hitohira no Hanabira (ヒトヒラのハナビラ?, ’Egyetlen virágszirom’)
2. Namida no Mukó (泪のムコウ?, ’Könnyeken keresztül’)
3. I Do It
4. Szeisun ni, Szono Namida ga Hicujou da! (青春に、その涙が必要だ！?, ’A fiataloknak szüksége van erre a könnycseppre’)
5. Smilife (スマイライフ?)
6. Over the Border
7. Így készült: a Hitohira no Hanabira videóklipje
8. Így készült: a Namida no Mukó videóklipje
9. Így készült: az I Do It videóklipje
10. Így készült: a Szeisun ni, Szono Namida ga Hicujou da! videóklipje
11. Így készült: a Smilife videóklipje
12. Így készült: az Over the Border videóklipje